# Велизар Димитров
Велизар Димитров (роден на 13 април 1979 г.) е бивш български футболист. По време на състезателната си кариера играе на различни постове в предни позиции – атакуващ полузащитник, крило, нападател. Основната част от кариерата му преминава в ЦСКА (София), Миньор Перник и украинския Металург (Донецк).
Между 2002 г. и 2010 г. е част от националния отбор на България. Участник на Евро'2004 в Португалия.

## Кариера

### На клубно ниво
Родом от Перник, Димитров преминава през школата на местния Миньор, а след това и на Локомотив (София). Дебютира за „железничарите“ в А група през сезон 1997/98, когато изиграва 3 мача. През лятото на 1998 г. се завръща в Миньор и пробива в основния състав. През сезон 1998/99 записва 23 мача и бележи 4 гола. Прави впечатление с бързина, демараж и техника. През лятото на 1999 г. преминава под наем в шампиона Литекс (Ловеч). Записва обаче само два мача в квалификациите за Шампионската лига срещу северноирландския Гленторан, като впоследствие се завръща в Миньор.
През лятото на 2000 г. е привлечен от Локомотив (София), където обаче не успява да се наложи в основния състав. За един полусезон записва само 2 мача в шампионата. Поради тази причина в началото на 2001 г. преминава във втородивизионния Марек (Дупница), който води борба за промоция в елита. На стадион „Бончук“ талантът му блесва с пълна сила. До края на сезона вкарва 4 гола в 8 мача, а Марек влиза в А група. През 2001/02 се утвърждава като един от най-добрите футболисти в България. Изиграва 35 мача за дупничани в елита, в които бележи 14 гола.
През лятото на 2002 г. Димитров подписва договор с ЦСКА (София), където остава в продължение на 6 години. Още в дебютния си сезон 2002/03 с „армейците“ става шампион на страната, като по време на кампанията бележи 13 гола в 24 мача. След края на сезона е избран за най-добър играч в България в анкетата „Футболист на футболистите“ на Асоциацията на българските футболисти. Получава също награда „Екзекутор“ на радио Спорт за отбелязани решаващи голове. Определен е и за най-добър халф в България за 2003 г. По време на престоя в ЦСКА си печели славата на майстор на изработването на дузпи, които фенове и журналисти нарицателно наричат „велизарки“.
За 6 сезона с ЦСКА Димитров записва общо 114 мача с 36 гола в А група, макар често да е съпътстван от контузии. Още два пъти печели титлата през 2004/05 и 2007/08. Освен това става носител на Купата на България през 2005/06 и Суперкупата през 2006. Изиграва 30 мача и бележи 7 гола за клуба в евротурнирите. На 19 септември 2002 г. се разписва за равенството 1:1 като гост срещу английския Блекбърн Роувърс за Купата на УЕФА. Вкарва също гол и на Ливърпул при домакинската загуба с 1:3 в квалификациите за Шампионската лига през 2005 г.
През лятото на 2008 г., на 29-годишна възраст, Димитров е трансфериран в украинския Металург (Донецк) за сумата от 450 000 евро. За клуба изиграва 118 мача и вкарва 18 гола в местната Премиер лига. Двукратен финалист за Купата на Украйна. Записва също 8 мача с 3 гола в евротурнирите. В началото на 2014 г. прекратява кариерата си на 34-годишна възраст.

### Национален отбор
Димитров дебютира за националния отбор на 20 ноември 2002 г. в контрола срещу Испания, загубена с 0:1. Част е от състава до 2010 г., като изиграва общо 31 мача за България. Бележи първите си голове на 20 август 2003 г., когато се разписва два пъти за победа с 3:0 в контрола срещу Литва.
През 2004 г. е включен от селекционера Пламен Марков в разширения състав за финалите на Европейското първенство в Португалия. Участва в мачовете от груповата фаза срещу Швеция и Италия. На 17 ноември 2007 г. вкарва единствения гол за победата с 1:0 срещу Румъния в квалификация за Евро'2008.

## Успехи
ЦСКА (София)
- А група:
  -  Шампион (3): 2002/03, 2004/05, 2007/08

- Купа на България:
  -  Носител: 2005/06

- Суперкупа на България:
  -  Носител: 2006